# Лужицькі гори

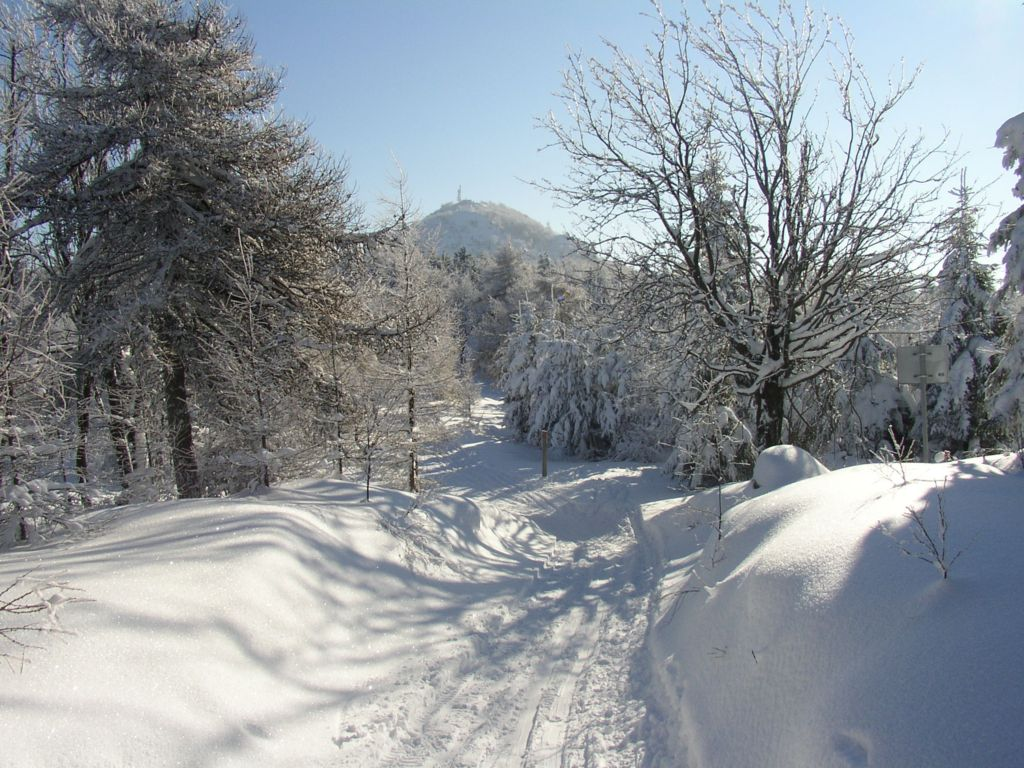
Гори взимку

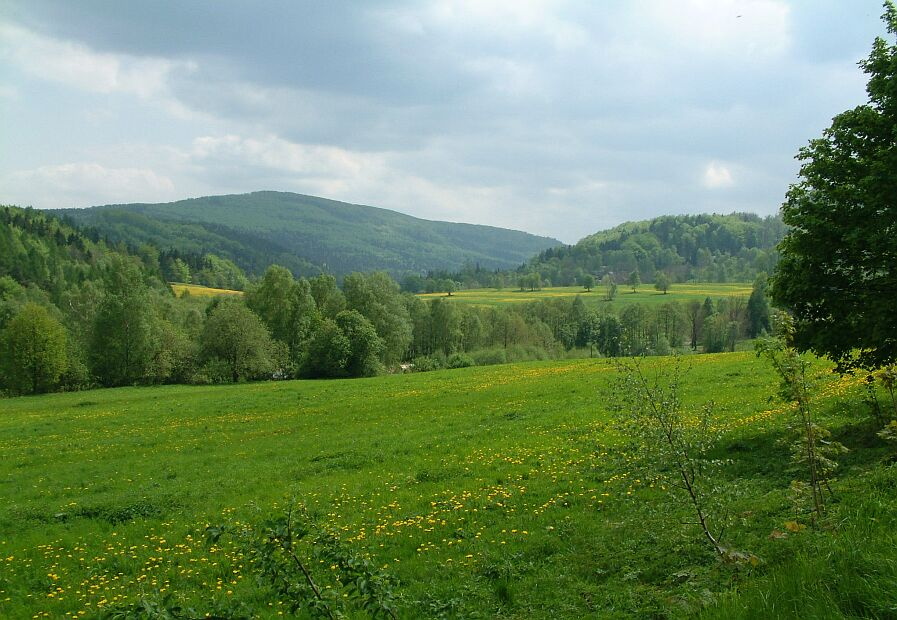
Pěnkavčí vrch (Finkenkoppe)

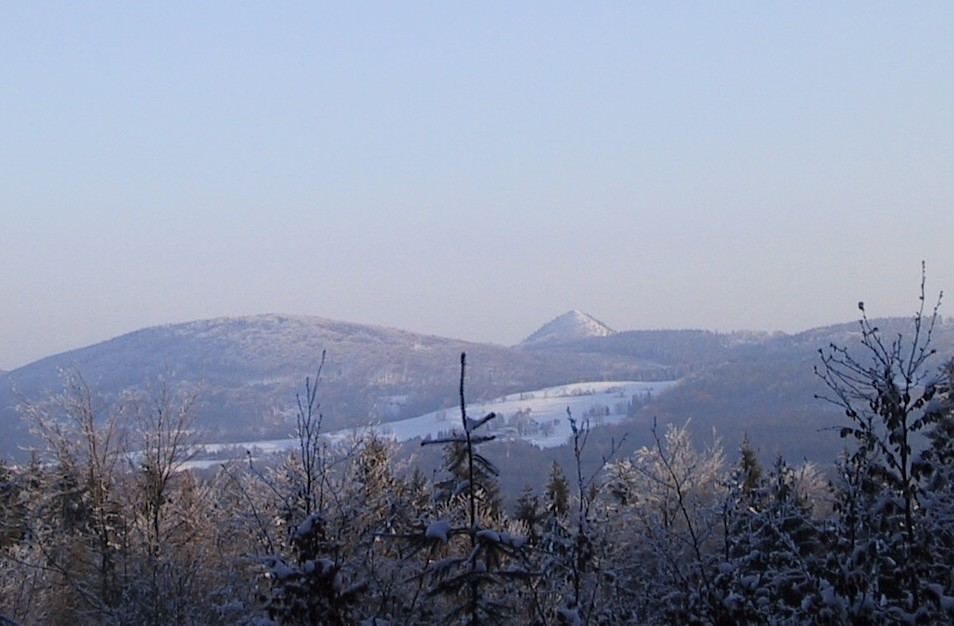
View of Kleis in winter

Лужицькі гори (чеськ. Lužické hory, нім. Lausitzer Gebirge) — гірський хребет у Західних Судетах, на кордоні Німеччини та Чехії.
Лужицькі гори є продовженням на схід розташованої західніше долини Ельби Рудних гір. Простягнулися від Усті-над-Лабем повз Циттау до Лібереця; у північній (німецькій) частині вони носять назву Циттауські гори. На північ від них знаходиться Лужицьке нагір'я, на південь — Циттауська улоговина. По хребту лужицьких гір проходить вододіл Балтійського та Північного морів.
Найвищою вершиною лужицьких гір є Лауше 793 м). Найвища вершина чеських Лужицьких гір — Єдлова (774 м).